# Bally (Haora)
Pour les articles homonymes, voir Bally.
Bally est une ville dans le Bengale-Occidental en Inde.

## Démographie
En 2011, sa population était de 291 972 habitants.